# Upplands runinskrifter 815
Upplands runinskrifter 815 är en vikingatida runsten av finkornig granit i Bälsunda, Hjälsta socken och Enköpings kommun. Runstenen är 1,95 meter hög och 1,05 meter bred. Runhöjden är 7-8 centimeter. Ristningen är inte signerad men den har attribuerats till Balle.

## Inskriften
Translitterering av runraden:
[i-rkiorþ · lit · raisa · stain] · at ' anut ' faþur · sin [auk at ...tau-...] moþur sina · kuþ · hiebi · sal · þair-
Normalisering till runsvenska:
''i-rkiorþ let ræisa stæin at Anund, faður sinn, ok at ..., moður sina. Guð hiælpi sal þæiʀ[a].
Översättning till nusvenska:
... lät resa stenen efter Anund, sin fader, och efter ..., sin moder. Gud hjälpe deras själ.